# Большой Петропавловский Камешок
Большой Петропавловский Камешок — невысокие скалы авгитовых порфиритов в 6 км к северу от города Краснотурьинска Свердловской области, Россия. Комплекс петрофильной флоры. Место революционных маевок и подпольных собраний в годы гражданской войны. В 1960-х годах на территории рядом со скалами стихийно возникла мусорная свалка, затем территория была оборудована под городской полигон бытовых отходов, который до сих пор эксплуатируется. 
В 2001 году Постановлением Правительства Свердловской области от 17 января 2001 года № 41-ПП скалы были объявлены геологическим, геоморфологическим, ботаническим и историческим памятником природы. Этим же правовым актом охрана территории объекта была возложена на Карпинское лесничество. Однако Постановлением Правительства Свердловской области от 03.12.2002 № 1381-ПП скалы были исключены из перечня памятников природы областного значения. Площадь особо охраняемой природной территории составляла 200 га.